# Tanaka Takashi (Maler)
Tanaka Takashi (japanisch 田中 岑; geboren 4. April 1921 in Wada (Präfektur Kagawa); gestorben 12. April 2014) war ein japanischer Maler der Yōga-Richtung.

## Leben und Werk
Tanaka Takashi begann ab dem 10. Lebensjahr sich mit Ölmalerei zu beschäftigen. 1939 begann er ein Studium, unterstützt vom Maler Kobayashi Mango (小林 万吾; 1870–1947), in der Abteilung für Ölmalerei der „Tōkyō bijutsu gakkō“ (東京美術学校), einer der Vorläufereinrichtungen der heutigen Universität der Künste Tokio. Er wechselte zur Abteilung für Kunst und Kunstgewerbe an der Nihon-Universität, wo er als Lehrkraft tätig wurde. In der Zeit lernte er die Maler Ebihara Kinosuke und Asai Kan’emon kennen.
Ab 1950 stellte Tanaka bei der Künstlergruppe Shun’yōkai aus, 1953 wurde er als Mitglied aufgenommen. 1957 wurde er der erste Empfänger des Yasui-Preises (安井賞), der als eine Art Akutagawa-Preis für Maler am Beginn ihrer Karriere bezeichnet wird. Neben der Malerei edierte er Zeitschriften, schuf Bucheinbände und Bildbände, gestaltete eine Wand für das Museum für moderne Kunst der Präfektur Kanagawa (神奈川県立近代美術館, Kanagawa kenritsu kindai bijutsukan).
Im Alter von 45 Jahren war er in den unterschiedlichsten Bereichen tätig. So konnte er den Hintergrund des Vorspanns zum Kriegsfilm „Beach Red“ des amerikanischen Filmregisseurs Cornel Wilde gestalten, nachdem dieser eine Einzelausstellung von ihm gesehen hatte.
Tanakas Stil ist geprägt durch leichte Farben, wobei er gerne einen blauen Hintergrund für seine Figuren oder Objekte wählte.